# WIRIS
WIRIS és un programa d'àlgebra computacional usat en línia amb propòsit educatiu. El 2010 oferia serveis a comunitats educatives a Europa (Catalunya, Espanya, Itàlia, Estònia, Luxemburg, Països Baixos, Finlàndia), al Canadà i a Amèrica Llatina, els quals són oferts en els idiomes respectius de cada país. WIRIS està integrada, entre d'altres, a la plataforma Moodle.
WIRIS està disponible en català, abans dintre de la xarxa edu365.cat i sense limitacions, però a partir del gener del 2011 va deixar de ser-ho. La versió de prova està limitada en la quantitat de càlculs anuals que s'hi poden fer. A Estònia gràcies a Estonian's Tiger's Leap Foundation, a Andalusia (Portal Averroes) gràcies a la Junta d'Andalusia, a Itàlia gràcies a INDIRE, i a Àustria gràcies a Education Highway, pel que fa a les llicències governamentals.